# باتمانقلنج سفلي
باتمانقلنج سفلي هي قرية في مقاطعة هشترود، إيران. عدد سكان هذه القرية هو 431 في سنة 2006.